# Biblioteca Regional de Los Lagos
La Biblioteca Regional de Los Lagos es una institución estatal chilena que se encuentra en la ciudad de Puerto Montt, capital de la Región de Los Lagos. Depende del Servicio Nacional del Patrimonio Cultural.

## Historia
Fue creada como Biblioteca Pública n.º 48 de Puerto Montt en 1977. Hasta 1980 funcionó junto al Museo Vicente Pérez Rosales, para luego trasladarse a la Casa del Arte Diego Rivera. Posteriormente funcionó en el nuevo recinto del museo, esta vez en la costanera de la ciudad. Continuos anegamientos producto de las lluvias hicieron que tuviera que cerrar temporalmente a mediados de 2011, por lo que en 2012 se trasladó a su actual ubicación: el segundo y tercer piso del ex Hotel Montt, en calle Quillota.

## Servicios
La biblioteca tiene 660 m y cuenta con un catálogo de más de 16 000 libros. Existen colecciones de obras: infantil, juvenil, referencia hemeroteca, general, regional, literatura chilena, universal, manualidades y cocina, entre otras.
El horario de atención es: lunes a jueves de 09:00 a 18:00 h, y viernes de 10:00 a 17:00 h.

## Nueva biblioteca
En 2011 se dio a conocer la intención de construir un edificio definitivo para la institución. Tres años después, en 2014, se confirmó la construcción de un edificio en calle Serena, en la ex sede de la Central Unitaria de Trabajadores. El proyecto consiste en un edificio de cuatro pisos y de casi seis mil metros cuadrados, con áreas para público infantil, juvenil, pueblos originarios, hemeroteca y salas multiuso, entre otros espacios.
En marzo de 2020 el Consejo Regional de Los Lagos aprobó recursos para la ejecución de las obras, las cuales tienen un costo total de 11 200 millones de pesos y también serán financiadas por la Subdere y el Servicio Nacional del Patrimonio Cultural. El proyecto se adjudicó a Cavagnaro Rojo Arquitectos y Crisosto Arquitectos. La nueva biblioteca será de estructura de hormigón y tendrá fuerte presencia de madera.